# Александро-Невский 198-й пехотный полк
198-й пехотный Александро-Невский полк — пехотная воинская часть Русской императорской армии. С 1910 г. входил в состав 50-й пехотной дивизии.
Старшинство: 9 февраля 1720 года.
Полковой праздник: 30 августа, Перенесение мощей Святого Благоверного и Великого князя Александра Невского.

## Формирование полка
Полк сформирован 17 января 1811 года под наименованием Санкт-Петербургский внутренний губернский полубатальон в составе двух рот; 27 марта 1811 года полубатальон этот переформирован в трёхротный батальон, а 14 июля 1816 года наименован Петербургским внутренним гарнизонным батальоном. 13 августа 1864 года он получил наименование Санкт-Петербургского губернского.
Состоя таким образом с самого начала сформирования в Корпусе внутренней стражи, батальон, по упразднении этого корпуса, 26 августа 1874 года вошёл в состав местных войск и наименован Петербургским местным батальоном, а 6 февраля 1878 года переформирован в четырёхбатальонный полк. 23 апреля 1878 г. из батальонов полка выделены кадры 121, 122, 123 и 124 резервных пехотных батальонов (упразднённых 10 августа того же года), а остаток был обращён на сформирование Петербургского местного батальона. В составе местных войск батальон находился недолго, и 31 августа 1878 года был перечислен в резервные войска с наименованием его 1-м резервным пехотным кадровым батальоном.
25 марта 1891 года батальону дано имя патрона города Петербурга, и он наименован Александро-Невским резервным батальоном; 3 января 1897 года он переформирован в двухбатальонный 200-й Александро-Невский резервный пехотный полк, который 26 мая 1899 года наименован 198-м пехотным резервным Александро-Невским полком.
20 февраля 1910 года к полку были присоединены Архангелогородский и 246-й Грязовецкий резервные батальоны. Полк был переведён из резервных войск в действующие и наименован 198-м пехотным Александро-Невским полком. 27 марта 1911 года полк отпраздновал свой столетний юбилей.

## Служба полка
Состоя в корпусе внутренней стражи, полубатальон и батальон нёс гарнизонную и конвойную службу; к составу батальона причислялись также уездные инвалидные команды, учреждённые с 27 марта 1811 года в Кронштадте, Гдове, Ямбурге, Шлиссельбурге, Новой Ладоге и Луге; 10 января 1818 года, для сопровождения арестантов до Архангельска и Риги, при батальоне были учреждены Выстовская и Касковская пешие этапные команды; 12 февраля 1818 года, для сопровождения арестантов по тракту от Гродно, через Вильно, Друю и Псков, учреждены Феофиловская и Рожественская пешие этапные команды; 21 июня 1837 года сформирована при батальоне Ижорская конная этапная команда для конвоирования арестантов от Петербурга до Москвы и от Нижнего Новгорода через Казань до границы Тобольской губернии; 12 июня 1849 года при батальоне была учреждена особая команда для надзора за секретными арестантами в Шлиссельбургской крепости.
В Отечественную войну 1812 года большая часть батальона была распределена между дружинами Петербургского ополчения, в рядах которого чины батальона и приняли участие в октябрьских боях под Полоцком и в блокаде Данцига.
Знамя (простое) пожаловано полку 19 марта 1880 года.

## Командиры полка
- 1871—1874 — полковник Лео, Александр Христофорович (Петербургский губернский батальон)
- 03.01.1897 — 09.02.1898 — полковник Новиков, Владимир Михайлович
- 09.02.1898 — 10.03.1902 — полковник Шифф, Павел Александрович
- 21.03.1902 — 31.12.1906 — полковник Генюк, Фёдор Николаевич
- 31.12.1906 — 11.06.1910 — полковник Мальм, Вильгельм Вильгельмович
- 10.08.1910 — 10.06.1914 — полковник Петрович, Иван Васильевич[3]
- 10.06.1914 — 04.11.1914[4] — полковник Марков, Николай Владиславович[5]
- 29.12.1914 — 28.10.1916 — полковник (с 06.12.1915 генерал-майор) Волькенау, Константин Иванович[3]
- 02.12.1916 — 01.03.1917 — полковник Максимов, Николай Сергеевич[3]
- 31.03.1917 — после 31.05.1917 — полковник Кольчицкий, Захарий Захарьевич

## Полковой знак
Крест голубой, звезда серебряная, кружок красный, корона золотая, ободок креста и надписи золотом.